# Classe de Pontriaguine
En mathématiques, les classes de Pontriaguine sont des classes caractéristiques associées aux fibrés vectoriels réels, nommées d'après Lev Pontriaguine. Les classes de Pontriaguine appartiennent aux groupes de cohomologie de degré un multiple de quatre.

## Définitions
Soit E un fibré vectoriel réel au-dessus de M. La k-ième classe de Pontriaguine pk(E) est définie par :
pk(E) = pk(E, ℤ) = (−1)k c2k(E ⊗ ℂ) ∈ H4k(M, ℤ),
où
- c2k(E ⊗ ℂ) est la 2k-ième classe de Chern du complexifié E ⊗ ℂ = E ⊕ iE de E ;
- H4k(M, ℤ) est le 4k-ième groupe de cohomologie de M à coefficients entiers.

La classe totale de Pontriaguine est définie par
{\displaystyle p(E)=1+p_{1}(E)+p_{2}(E)+\cdots \in H^{*}(M,\mathbb {Z} ).}
La classe de Pontriaguine rationnelle pk(E, ℚ) est définie comme étant l'image de pk(E) dans H4k(M, ℚ), le 4k-ième groupe de cohomologie de M à coefficients rationnels.

## Propriétés
- Pour deux fibrés vectoriels réels E et F au-dessus de M,

{\displaystyle 2p(E\oplus F)=2(p(E)\smile p(F)),}
où {\displaystyle \smile } est le cup-produit.
C'est-à-dire, pour les classes de Pontriaguine pk,
{\displaystyle 2p_{1}(E\oplus F)=2p_{1}(E)+2p_{1}(F);}
{\displaystyle 2p_{2}(E\oplus F)=2p_{2}(E)+2p_{1}(E)\smile p_{1}(F)+2p_{2}(F);}
...
- Si E est un fibré vectoriel réel orienté de dimension 2k, de classe d'Euler e(E) ∈ H2k(M, ℤ), alors

{\displaystyle p_{k}(E)=e(E)\smile e(E).}

## Applications

### Classes de Pontriaguine d'une variété
Les classes de Pontriaguine d'une variété lisse sont définies comme étant les classes de Pontriaguine de son fibré tangent.
Sergueï Novikov a montré en 1966 que si deux variétés sont homéomorphes alors leurs classes de Pontriaguine rationnelles sont égales.

## Nombres de Pontriaguine
Les nombres de Pontriaguine sont des invariants topologiques d'une variété lisse. Ils sont définis à l'aide des classes de Pontriaguine :
soit M une variété lisse de dimension 4n et k1, k2, ..., km des entiers naturels tels que k1+k2+...+km = n.
Les nombres de Pontriaguine {\displaystyle P_{k_{1},k_{2},\dots ,k_{m}}} sont définis par :
{\displaystyle P_{k_{1},k_{2},\dots ,k_{m}}=p_{k_{1}}\smile p_{k_{2}}\smile \cdots \smile p_{k_{m}}([M])}
où pk est la k-ième classe de Pontriaguine et [M] est la classe fondamentale (en) de M.